# Ваньчжоу

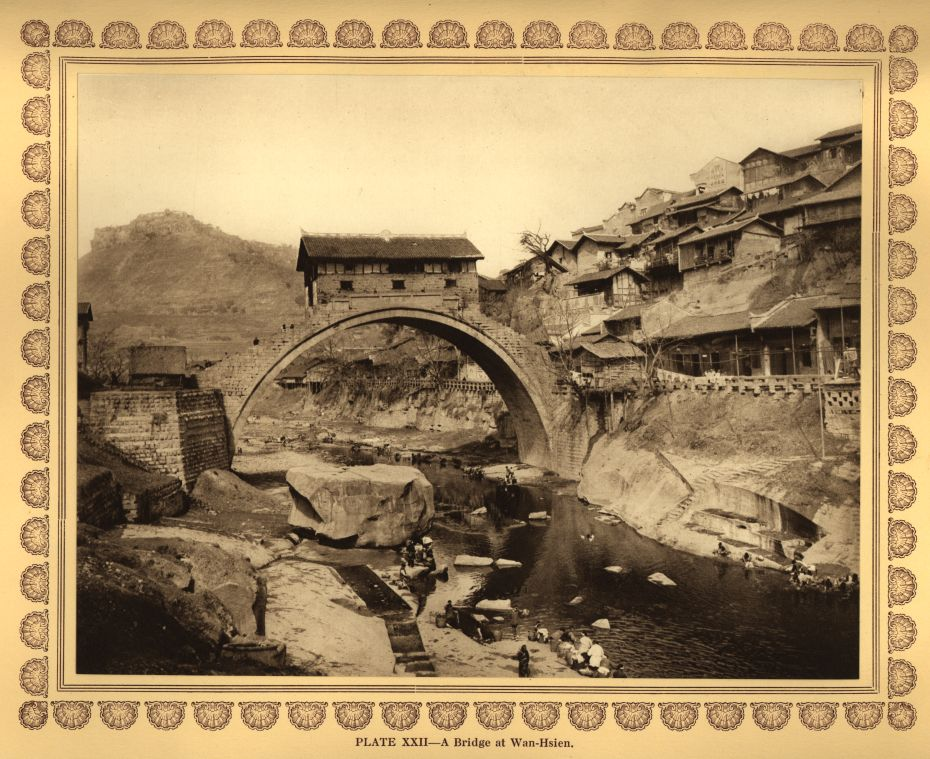
Старый каменный мост в Ваньсяне

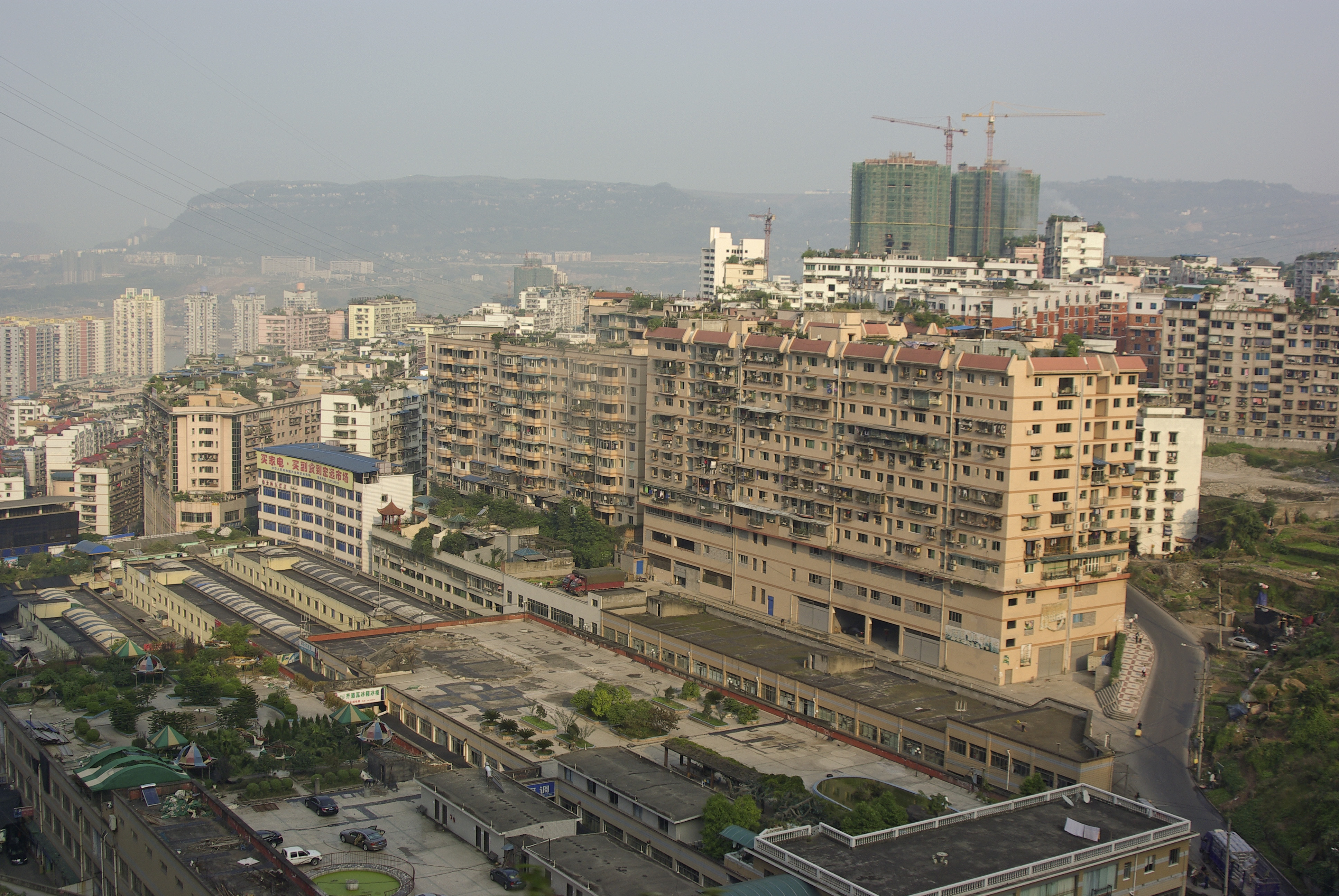
Центр Ваньчжоу

Ваньчжоу (кит. упр. 万州区, пиньинь Wànzhōu qū) — район городского подчинения в городе Чунцин КНР. Находится на реке Янцзы, на расстоянии 228 км от центра Чунцина.

## География

### Климат
| Показатель              | Янв. | Фев. | Март | Апр.  | Май   | Июнь  | Июль  | Авг.  | Сен.  | Окт.  | Нояб. | Дек. |
| ----------------------- | ---- | ---- | ---- | ----- | ----- | ----- | ----- | ----- | ----- | ----- | ----- | ---- |
| Средний максимум, °C    | 10,4 | 12,8 | 17,4 | 23,2  | 27,4  | 29,8  | 33,4  | 34,3  | 28,7  | 22,9  | 17,6  | 12,0 |
| Средний минимум, °C     | 4,5  | 5,8  | 9,4  | 14,4  | 18,8  | 21,8  | 24,3  | 24,2  | 20,6  | 15,8  | 11,0  | 6,6  |
| Норма осадков, мм       | 15,5 | 17,1 | 43,2 | 101,9 | 170,9 | 210,5 | 200,3 | 146,8 | 154,1 | 104,6 | 45,5  | 18,6 |
| Источник: Weather China |      |      |      |       |       |       |       |       |       |       |       |      |

## История
Во время империи Хань в 216 году здесь был образован уезд Янцюй (羊渠县). В 230 году уезд переименовали в Наньпу (南浦县); при империи Западная Вэй в 553 уезд стал называться Юйцюань (鱼泉县); при империи Северная Чжоу в 557 году уезд был переименован в Ансянь (安乡县), а в 584 — в Ваньчуань (万川县); при империи Суй с 598 года уезд стал опять называться Наньпу.
При империи Юань в 1283 году уезд вошёл в состав более крупной области Ваньчжоу (万州). При империи Мин в 1317 году к Ваньчжоу был присоединён уезд Унин (武宁县), а в 1373 году область была понижена в статусе, превратившись в уезд Вань (万县).
В 1950 году был создан Специальный район Ваньсянь (万县专区), которому с 1953 года подчинялись город Ваньсянь и 9 уездов. В 1970 году Специальный район Ваньсянь был переименован в Округ Ваньсянь (万县地区). Решением Госсовета КНР от 11 декабря 1992 года Округ Ваньсянь был преобразован в городской округ Ваньсянь, а территория бывшего города Ваньсянь стала тремя районами городского подчинения в его составе. В 1997 году решением Госсовета КНР городской округ Ваньсянь был ликвидирован, входившие в его состав уезды перешли под юрисдикцию Чунцина, а три района городского подчинения были объединены в район Ваньсянь (万县区) Чунцина. В 1998 году район Ваньсянь был переименован в Ваньчжоу.

## Административно-территориальное деление
Район Ваньчжоу делится на 11 уличных комитетов, 29 посёлков, 11 волостей и 1 национальную волость.

## Транспорт
Ваньчжоу является важным железнодорожным узлом для сообщения между Шанхаем и Уханем на востоке, и Чунцином и Чэнду на западе.
Через Ваньчжоу проходят высокоскоростная пассажирская линия Шанхай — Ухань — Чэнду, высокоскоростная железная дорога Ваньчжоу — Чжэнчжоу, а также автомобильная магистраль Годао 318, соединяющая Шанхай с Тибетом вплоть до границы с Непалом.
Ваньчжоу обслуживается аэропортом Ваньсянь.